# OHL Goaltender of the Year
OHL Goaltender of the Year je hokejová trofej, každoročně udělovaná nejlepšímu brankáři v Ontario Hockey League. O vítězi hlasují trenéři a generální manažeři OHL.

## Vítězové OHL Goaltender of the Year
| Sezóna  | Hráč                 | Tým                              |
| ------- | -------------------- | -------------------------------- |
| 2018/19 | Ukko-Pekka Luukkonen | Sudbury Wolves                   |
| 2017/18 | Michael DiPietro     | Windsor Spitfires                |
| 2016/17 | Michael McNiven      | Owen Sound Attack                |
| 2015/16 | Mackenzie Blackwood  | Barrie Colts                     |
| 2014/15 | Lucas Peressini      | Kingston Frontenacs              |
| 2013/14 | Alex Nedeljkovic     | Plymouth Whalers                 |
| 2012/13 | Jordan Binnington    | Owen Sound Attack                |
| 2011/12 | Michael Houser       | London Knights                   |
| 2010/11 | Mark Visentin        | Niagara IceDogs                  |
| 2009/10 | Chris Carrozzi       | Mississauga St. Michael’s Majors |
| 2008/09 | Mike Murphy          | Belleville Bulls                 |
| 2007/08 | Mike Murphy          | Belleville Bulls                 |
| 2006/07 | Steve Mason          | London Knights                   |
| 2005/06 | Adam Dennis          | London Knights                   |
| 2004/05 | Michael Ouzas        | Mississauga IceDogs              |
| 2003/04 | Paulo Colaiacovo     | Barrie Colts                     |
| 2002/03 | Andy Chiodo          | Toronto St. Michael’s Majors     |
| 2001/02 | Ray Emery            | Sault Ste. Marie Greyhounds      |
| 2000/01 | Craig Anderson       | Guelph Storm                     |
| 1999/00 | Andrew Raycroft      | Kingston Frontenacs              |
| 1998/99 | Brian Finley         | Barrie Colts                     |
| 1997/98 | Bujar Amidovski      | Toronto St. Michael’s Majors     |
| 1996/97 | Zac Bierk            | Peterborough Petes               |
| 1995/96 | Craig Hillier        | Ottawa 67’s                      |
| 1994/95 | Tyler Moss           | Kingston Frontenacs              |
| 1993/94 | Jamie Storr          | Owen Sound Platers               |
| 1992/93 | Manny Legace         | Niagara Falls Thunder            |
| 1991/92 | Mike Fountain        | Oshawa Generals                  |
| 1990/91 | Mike Torchia         | Kitchener Rangers                |
| 1989/90 | Jeff Fife            | Belleville Bulls                 |
| 1988/89 | Gus Morschauser      | Kitchener Rangers                |
| 1987/88 | Rick Tabaracci       | Cornwall Royals                  |